# Nowosłobodsk
Nowosłobodsk (ros. Новослободск) – wieś (sieło) w Rosji, w obwodzie kałuskim, w rejonie duminickim. W 2010 liczyła 1395 mieszkańców.